# Debed Aławerdy
Debed Aławerdy (orm. „Դեբեդ“ Ֆուտբոլային Ակումբ Ալավերդի, "Debed" Futbolajin Akumby Alawerdi) – ormiański klub piłkarski z siedzibą w miejscowości Aławerdy.

## Historia
Chronologia nazw:
- 1938–1990: Lokomotiw Aławerdy (orm. «Լոկոմոտիվ» Ալավերդի)
- 1990–1993: Debed Aławerdy (orm. «Դեբեդ» Ալավերդի)

Klub Piłkarski Debed Aławerdy został założony w 1990 roku. Ostatnie dwa sezony Mistrzostw ZSRR (1990-1991) grał w Drugiej Niższej Lidze. Chociaż wcześniej w 1938 w rozgrywkach Pucharu ZSRR startował klub o nazwie Lokomotiw Aławerdy, który był poprzednikiem Debedu.
Po uzyskaniu przez Armenię niepodległości, w 1992 debiutował w najwyższej lidze Armenii, w której zajął 23. miejsce i spadł do Aradżin chumb. Ale nie przystąpił do rozgrywek i w 1993 został rozwiązany.

## Sukcesy
- Druga Niższa Liga ZSRR, strefa 2: 9. miejsce (1990)
- Puchar ZSRR: 1/64 finału (1938)
- Mistrzostwo Armenii: 23. miejsce (1992)
- Puchar Armenii: 1/16 finału (1992)